# باربارا (فیلم ۲۰۱۲)
باربارا (انگلیسی: Barbara) فیلمی در ژانر درام به کارگردانی کریستین پتزولد است که در سال ۲۰۱۲ منتشر شد. از بازیگران آن می‌توان به نینا هوس اشاره کرد.
کریستین پتزولد موفق شد به خاطر کارگردانیِ باربارا خرس نقره‌ای برای بهترین کارگردان را از هشتاد و پنجمین جشنواره بین‌المللی فیلم برلین از آنِ خود کند.